# Dominique Janssen
Dominique Johanna Anna Janssen (Horst aan de Maas, Países Bajos; 16 de enero de 1995) es una futbolista neerlandesa. Juega como defensa o mediocentro defensivo y su equipo actual es el VfL Wolfsburgo de la Bundesliga de Alemania y la Selección de Países Bajos.

## Clubes
| Club           | País       | Año        |
| -------------- | ---------- | ---------- |
| SGS Essen      | Alemania   | 2013-2015  |
| Arsenal        | Inglaterra | 2015-2019  |
| VfL Wolfsburgo | Alemania   | 2019-2024. |

### SGS Essen
Rechazando ofertas de clubes como el PSV-FCE Eindhoven o el Ajax, Janssen se unió al SGS Essen de la Bundesliga alemana en el verano de 2013. Debutó el 8 de septiembre contra el BV Cloppenburg y marcó su primer gol el 3 de noviembre contra el Hoffenheim.

### Arsenal
En julio de 2015 Boodworth firmó un contrato con el Arsenal de la FA WSL. Ese mismo año ganó la League Cup. En 2016, el club ganó la final de la Women's FA Cup que fue jugada en Wembley. En la temporada 2018-19 consiguió el título de liga.

### VfL Wolfsburgo
En mayo de 2019 se anunció que Boodworth no jugaría la siguiente temporada con el Arsenal. El 11 de ese mismo mes firmó un contrato válido hasta junio de 2022 con el VfL Wolfsburgo de la Bundesliga alemana.

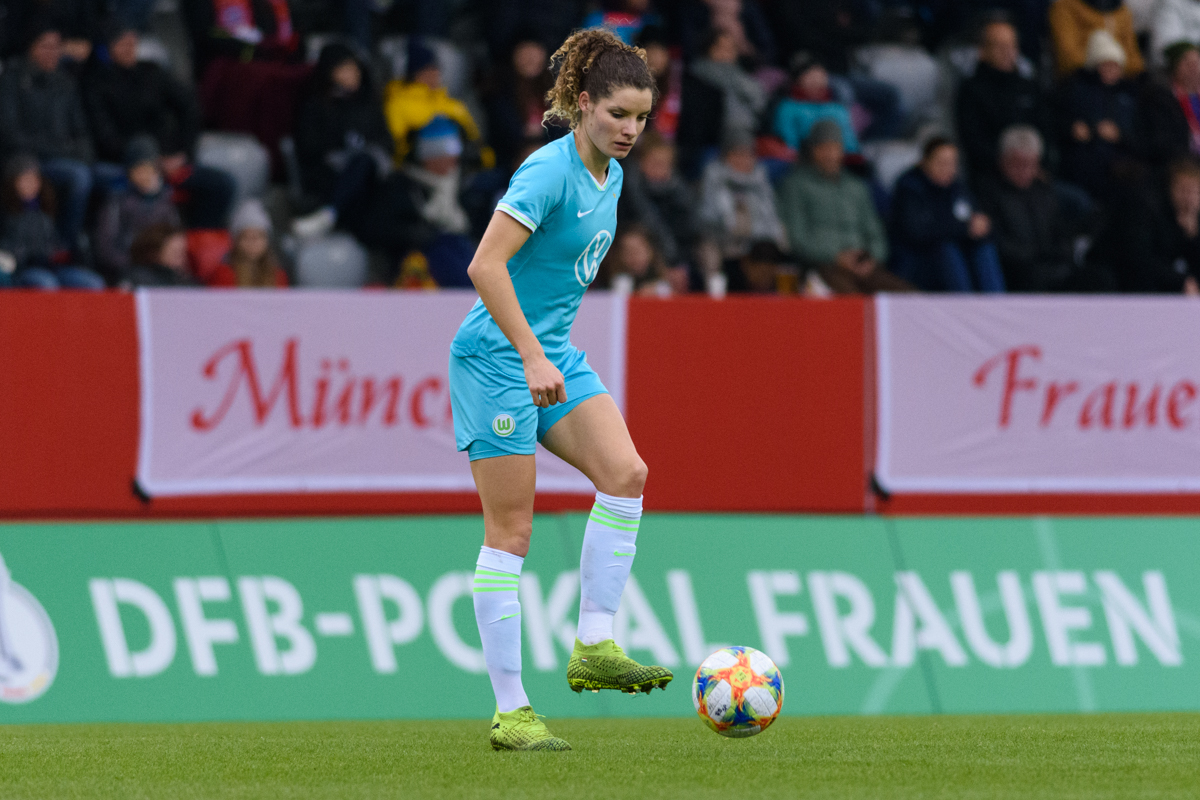
Dominique Janssen con el VfL Wolfsburgo.

## Selección nacional

### Categorías inferiores
Janssen jugó por primera vez con un equipo de la KNVB el 17 de marzo de 2010 en un amistoso con la Selección sub-15.
En 2012, capitaneó a la Selección sub-17 en los partidos de clasificación para el Campeonato Europeo Sub-17 2012 y a la Selección sub-19 en la clasificación para el Campeonato Europeo Sub-19 2013.
En 2014, se clasificó para el Campeonato Europeo Sub-19 2014 donde se convirtió en campeona de Europa.

### Selección absoluta

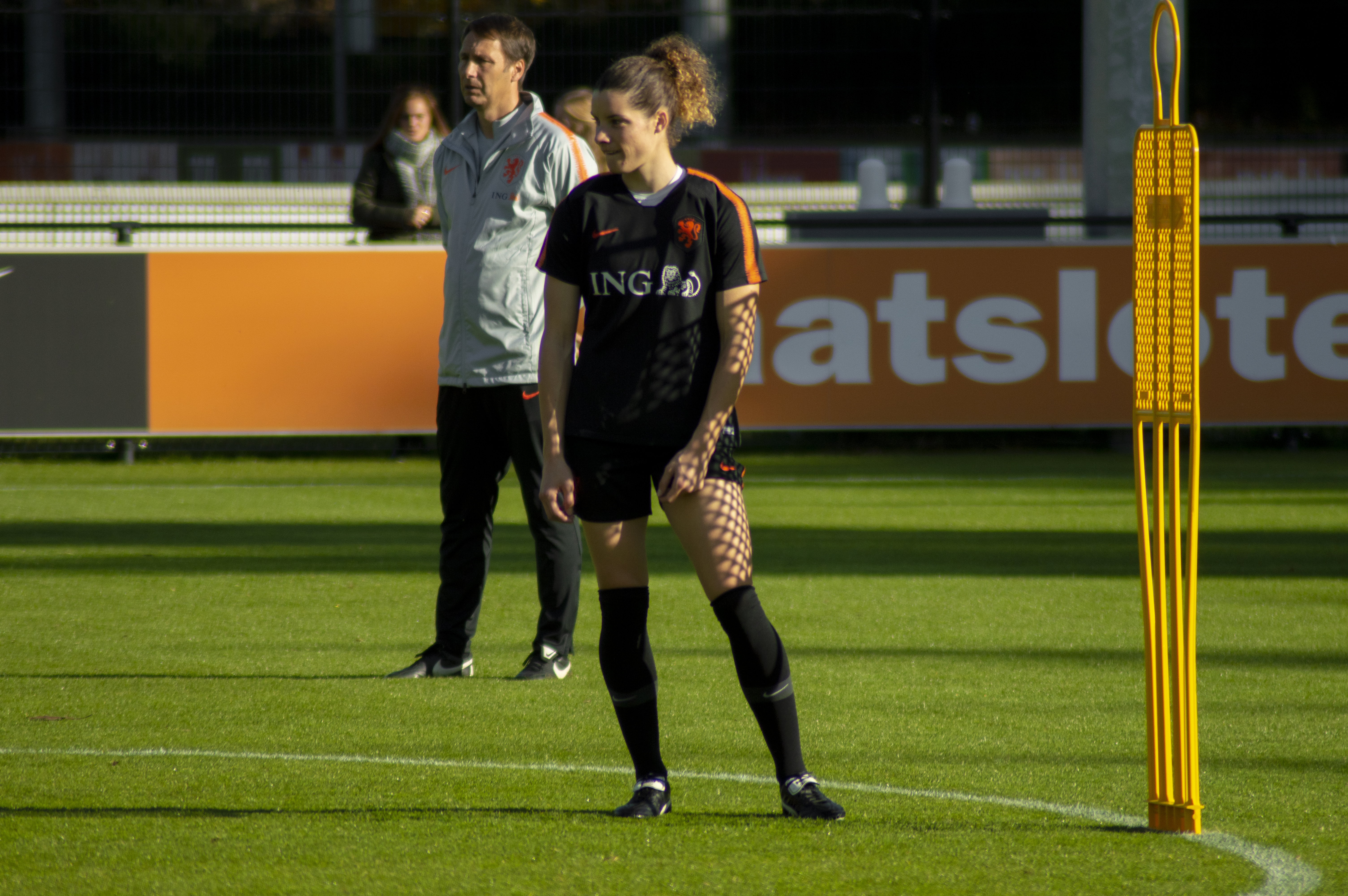
Dominique Janssen en 2018.

En 2014 fue convocada a la Selección absoluta de Países Bajos para disputar la Copa de Chipre. Debutó internacionalmente el 5 de marzo de 2014 en un partido contra Australia.
Formó parte de la selección en el Mundial 2015 disputado en Canadá.
En 2017 fue seleccionada para representar a los Países Bajos en la Eurocopa 2017. Siendo anfitrión el país del torneo, se coronó campeón de Europa tras vencer a Dinamarca en la final. Tras ganar el campeonato, todas las jugadoras del equipo fueron nombradas Caballeros de la Orden de Orange-Nassau por el ministro Mark Rutte y la ministra de deportes Edith Schippers.
En 2019, fue convocada para jugar el Mundial 2019.
 El 7 de julio de 2019, Janssen se convirtió en subcampeona del mundo.

## Palmarés

### Clubes

#### Arsenal
- Women's FA Cup: 2015-16[16]
- FA Women's League Cup: 2015, 2017-18[17]
- FA WSL: 2018-19[18]

#### Wolfsburgo
- Bundesliga: 2019-20
- Copa de Alemania: 2019-20, 2020-21, 2022-23

### Internacional

#### Países Bajos Sub-19
- Campeonato Europeo Sub-19: 2014

#### Países Bajos absoluta
- Eurocopa: 2017
- Copa de Algarve: 2018[19]
- Mundial: 2019 (Subcampeona)

## Vida privada
Dominique Janssen se casó con Brandon Bloodworth en 2018 y adoptó el apellido de su marido. Brandon es un militar estadounidense retirado y actualmente juega al fútbol americano con el Wolfsburg Blue Wings en Alemania. Se divorciaron en 2020.